# Lori Loughlin
Lori Anne Loughlin (Nueva York, 28 de julio de 1964) es una actriz estadounidense.
Es conocida por interpretar el personaje de Rebecca Becky Donaldson-Katsopolis en las series de televisión Full House y Fuller House.

## Biografía
Conocida por su papel de Rebecca Donaldson Katsopolis en Full House. También protagonizaba 90210, la secuela de Sensación de vivir
Loughlin está casada con Mossimo Giannulli y tiene dos hijas: Isabella y Olivia.

## Controversias
En 2020, la actriz y su marido fueron condenados a prisión (2 y 5 meses, respectivamente) por su papel en el escándalo de la trama de los sobornos en las universidades estadounidenses.

## Filmografía
- Homegrown christmas (2018)
- Fuller House- Tres por tres (2016)
- North Pole: Open for Christmas (2015)
- Garage sale mystery: The deadly room (2015)
- When Calls the Heart (2014-presente)
- A Mother's Rage (2013)
- Old dogs (2009)
- In Case of Emergency (Serie) (2007)
- Summerland (Serie) (TV)
- Birds of Prey (2002)
- Casper, la primera aventura (1997)
- In the Line of Duty: Blaze of Glory (1997)
- One of Her Own (1994) (TV)
- Doing Time on Maple Drive (1992)
- Full House - Padres forzosos (1987) (serie)
- The Night Before (1988)
- Back to the Beach (1987)
- The Brotherhood of Justice (1986)
- Rad (1986)
- Admiradora secreta (1985)
- Amityville 3-D (1983)
- The New Kids (1983)
- The Edge of Night (1980 - 1983)